# Jiří Zlatuška
Jiří Zlatuška (* 15. září 1957 Brno) je český informatik, univerzitní profesor a politik. V říjnových parlamentních volbách 2013 byl zvolen do Poslanecké sněmovny na pražské kandidátce ANO 2011. V letech 1994 až 2023 byl s několika přestávkami děkanem Fakulty informatiky Masarykovy univerzity, kterou zakládal.
V letech 1998–2004 zastával úřad rektora Masarykovy univerzity. Mezi roky 2002–2008 působil jako senátor za Liberální reformní stranu (LiRA) v obvodu č. 60 – Brno-město a v období 2006–2010 zasedal v zastupitelstvu statutárního města Brna, kam byl zvolen jako nestraník za uskupení Brno 2006 – Tým Jiřího Zlatušky, přičemž se stal členem Rady města Brna.
Od vzniku v roce 2011 je také ředitelem CERITu, jako vědecké a výzkumné součásti Masarykovy univerzity v oblasti informatiky.

## Profesní kariéra
Jiří Zlatuška absolvoval Přírodovědeckou fakultu Masarykovy univerzity v roce 1981 v oboru matematická informatika a teoretická kybernetika. V roce 1994 založil Fakultu informatiky na Masarykově univerzitě jako samostatné pracoviště vyčleněné z přírodovědecké fakulty, v jejímž čele stál až do roku 1998.
V roce 1998 byl zvolen rektorem Masarykovy univerzity a funkci vykonával dvě funkční období, v letech 1998–2004, zasadil se zejména za zavedení a prosazení celouniverzitního informačního systému a využívání SCIO testů u přijímacích zkoušek. 
Po skončení mandátu rektora v roce 2004 se vrátil do funkce děkana fakulty informatiky až do roku 2011. Po jednom období působení Michala Kozubka v letech 2011–2015 byl akademickým senátem znovu zvolen děkanem, funkce se ujal 1. září 2015. Svůj souběh funkcí poslance a děkana fakulty odůvodnil jako schůdný, stejně jako v případě někdejší děkanky Fakulty podnikatelské VUT a současně poslankyně Anny Putnové. Dne 8. dubna 2019 na funkci děkana rezignoval. Nicméně už v červnu 2019 byl do funkce opět zvolen, ujal se jí dne 1. září 2019. Mandát zastával až do konce srpna 2023, kdy jej vystřídal Jiří Barnat.

### Dílo
V 90. letech 20. století se Jiří Zlatuška zabýval jako uživatel a vývojář typografickým systémem TeX a vedl magisterskou a později i dizertační práci studenta Hàn Thế Thànha, který pod jeho vedením vytvořil software pdfTeX umožňující export dokumentů z TeXu přímo do formátu PDF.

## Politická kariéra
V roce 1996 kandidoval neúspěšně ve sněmovních volbách za SD-LSNS. Do Senátu Parlamentu ČR byl zvolen roku 2002 jako nezávislý za stranu LiRA, ve volbách v roce 2008 svůj mandát neúspěšně obhajoval se ziskem 19 procent.
V roce 2006 byl zvolen do zastupitelstva města Brna, kde byl za uskupení Brno 2006 – Tým Jiřího Zlatušky také členem Rady města Brna. Od roku 2013 se angažoval v hnutí ANO 2011, za které byl ve volbách do Poslanecké sněmovny v roce 2013 zvolen ze třetího místa pražské kandidátky.
V prosinci 2013 se stal předsedou sněmovního Výboru pro vědu, vzdělání, kulturu, mládež a tělovýchovu (sněmovní školský výbor). V únoru roku 2015 byl ve funkci předsedu výboru potvrzen poté, co pro údajnou chybu v komunikaci s poslanci a ministrem školství Marcelem Chládkem byl na neohlášeném programu odvolán. Funkci chtěla převzít stranická kolegyně z ANO Ivana Dobešová.
To, co předvedla paní Dobešová, bylo hodně zvláštní. Je to ambiciózní dáma. […] Já jsem v tom výboru kvůli školské problematice, ne kvůli komediím.
Jiří Zlatuška, únor 2015
Ve volbách do Poslanecké sněmovny PČR v roce 2017 již nekandidoval a následně vystoupil z hnutí ANO.

## Osobní život
Jiří Zlatuška je podruhé ženatý a má tři děti. Jeho dcerou z prvního manželství je Kamila Zlatušková, producentka České televize.

## Ocenění
- 2004 Zlatá medaile Masarykovy university[10]
- 2022 Cena města Brna za mimořádný přínos městu Brnu[11]